# Feminnem
Feminnem byla bosensko–chorvatská dívčí skupina, kterou před rozpadem tvořili Pamela Ramljak, Neda Parmać a Nika Antolos.

## Historie
Skupina vznikla v roce 2004, kdy se v show Hrvatski Idol objevili tří původní členky. Následně produkovali hit "Volim te, mrzim te" (Miluji tě, nenávidím tě).
V roce 2005 získali právo reprezentovat Bosnu a Hercegovinu v sestavě původních členek Ivana Marić, Neda Parmać a Pamela Ramljak na Eurovision Song Contest 2005 na Ukrajině s písní "Call Me", autorem písně je Andrej Babić. Automaticky se kvalifikovali do finále Eurovision Song Contest 2005, kde se umístili na čtrnáctém místě z 24 účastníků.
V roce 2007 se pokusili prostřednictvím národního kola Dora 2007 reprezentovat Chorvatsko na Eurovision Song Contest 2007 ve finských Helsinkách s písní "Navika", ale umístili se deváté s 16 body. Vítězem se stal Dragonfly spolu s Dado Topićem s písní "Vjerujem u ljubav".
Opět se pokoušeli reprezentovat Chorvatsko na Eurovision Song Contest 2009 v Moskvě s písní "Poljupci u boji", ale umístili se na třetím místě s 28 body. Vítězem se stal Igor Cukrov a Andrea Šušnjara s písní "Lijepa Tena".
Následující rok se zúčastnili chorvatského národního kola Dora 2010 s jejich písní "Lako Je Sve" v sestavě Nika Antolos, Neda Parmać a Pamela Ramljak. Poté, co skončili v semifinále na čtvrtém místě, postoupili ve finále, které po obdržení maximálního počtu bodů od poroty a televizních diváků vyhráli. Následně reprezentovali Chorvatsko na Eurovision Song Contest v Oslu, ale nedokázali se kvalifikovat do finále. V semifinále se umístili třináctém místě v konkurenci 17 zemí.
Dne 21. února 2012 se skupina rozhodla rozdělit, protože se členky chtěli soustředit na své sólové kariéry.

## Členky
Neda Parmać se narodila 13. ledna 1985 ve Splitu. Již v raném věku si brala taneční lekce. Ve věku 13 let se stala členem skupiny Kompas. Jako vokalistka si zazpívala v mnoha písních a aktivně se podílí na různých operních inscenacích. V roce 2004 se zúčastnila ve show Hrvatski Idol, po které s dalšími dvěma účastnicemi založila skupinu Feminnem.
Nika Antolos se narodila 24. prosince 1989 v Rijece. Účastnila se mnoha hudebních soutěží, v soutěži HTZ byla jednou z finalistek.
Pamela Ramljak se narodil 2. dubna 1979 v bosenskohercegovinském městě Čapljina. Absolvovala hudební akademii v Záhřebu a zazpívala si s Tonym Cetinskim nebo Amilou Glamočak. V roce 2004 byla také jedním z finalistů v show Hrvatski Idol.

## Diskografie
- 2005: Feminnem Show
- 2010: Lako je sve
- 2010: Easy to See
- 2010: Baš nam je dobro

| Bosna a Hercegovina na Eurovision Song Contest | Bosna a Hercegovina na Eurovision Song Contest | Bosna a Hercegovina na Eurovision Song Contest |
| ---------------------------------------------- | ---------------------------------------------- | ---------------------------------------------- |
| Předchůdce: Deen "In The Disco"                | Eurovision Song Contest 2005 Feminnem          | Nástupce: Hari Mata Hari "Lejla"               |

| Chorvatsko na Eurovision Song Contest          | Chorvatsko na Eurovision Song Contest | Chorvatsko na Eurovision Song Contest |
| ---------------------------------------------- | ------------------------------------- | ------------------------------------- |
| Předchůdce: Igor Cukrov & Andrea "Lijepa Tena" | Eurovision Song Contest 2010 Feminnem | Nástupce: Daria Kinzer "Celebrate"    |